# 926-й «А» истребительный авиационный полк
926-й «А» истребительный авиационный полк (926-й «А» иап) — воинская часть Военно-Воздушных сил (ВВС) Вооружённых Сил РККА, сформированная в годы Великой Отечественной войны.

## Наименования полка

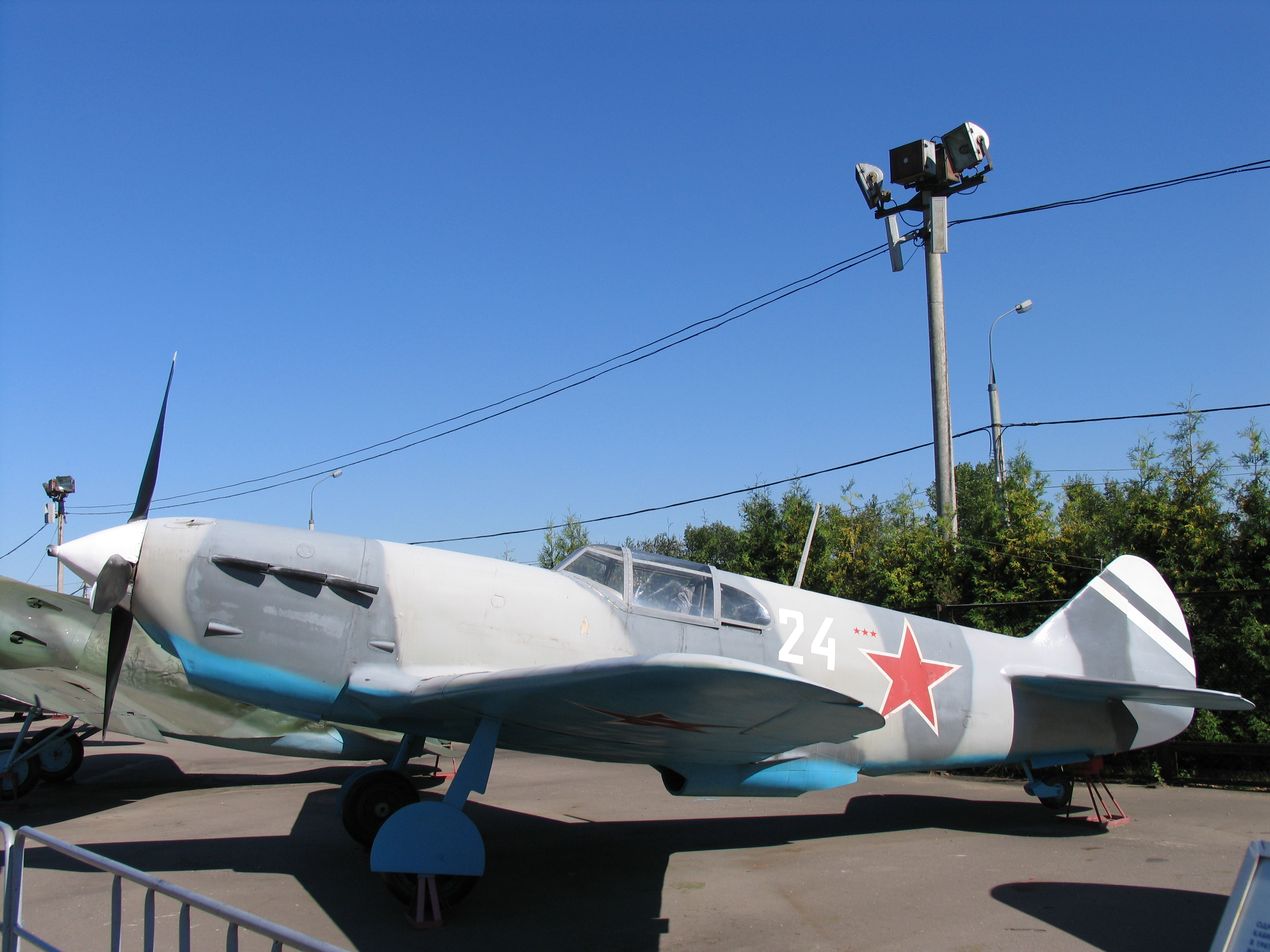
ЛаГГ-3

- 926-й «А» истребительный авиационный полк
- 979-й истребительный авиационный полк
- 979-й Краснознамённый истребительный авиационный полк
- 979-й Волковысский Краснознамённый истребительный авиационный полк
- 979-й Волковысский Краснознамённый ордена Суворова III степени истребительный авиационный полк
- Полевая почта 40476

## Создание полка
926-й «А» истребительный авиационный полк формировался в период с 3 августа 1942 года по 15 сентября 1942 года в ВВС Закавказского фронта на аэродроме Рустави (Тбилиси) на основе личного состава Батайской и Руставской ВАШП на самолётах ЛаГГ-3.

## Переименование полка
926-й «А» истребительный авиационный полк 21 августа 1942 года, не закончив формирование, был переименован в 979-й истребительный авиационный полк.

## В действующей армии
В составе действующей армии:
- с 3 августа 1942 года по 21 августа 1942 года

## Командиры полка
| Звание  | Имя                       | Период                  | Примечание |
| ------- | ------------------------- | ----------------------- | ---------- |
| капитан | Романцов Георгий Иванович | 03.08.1942 — 12.12.1943 |            |

## В составе соединений и объединений
| Период        | Фронт (округ)      | армия                    | корпус | дивизия | примечание                       |
| ------------- | ------------------ | ------------------------ | ------ | ------- | -------------------------------- |
| 03.08.1942 г. | Закавказский фронт | ВВС Закавказского фронта |        |         | ЛаГГ-3                           |
| 21.08.1942 г. | Закавказский фронт | ВВС Закавказского фронта |        |         | переименован в 979-й иап, ЛаГГ-3 |

## Участие в сражениях и битвах
не принимал

## Самолёты на вооружении
| Период      | Самолёты |
| ----------- | -------- |
| 1942 — 1942 | ЛаГГ-3   |

## Базирование
| Период            | Аэродромы       |
| ----------------- | --------------- |
| 08.1942 — 09.1942 | Рустави, Грузия |